# Sabaneta (Barinas)
Sabaneta is een stad in Venezuela. Het is de geboorteplaats van de Venezolaanse ex-president Hugo Chávez (1954-2013). De stad, tegenwoordig een onderdeel van de gemeente Alberto Arvelo Torrealba, is opgericht in 1787 door Juan de Alhama en had in 2013 30.700 inwoners.

## Geboren
- Hugo Chávez (1954-2013), president van Venezuela (1999-2013)